# Kurd Maverick
Kurd Maverick är en internationellt känd DJ från Tyskland. Hans riktiga namn är Cihan Oetuen och han är ursprungligen kurd.
Kurd blev först känd för sin remix av Pump up the jam 

## Verk
- Rise (12")
- Twisted Disco (2xCD)

### Medverkan
- Behind The Decks: Live (CD, Mixed + DVD)
- Sessions (2xCD)
- The Rub (12")
- The Rub (I Never Rock) (12")
- The Rub (I Never Rock) (12", Ltd, S/Sided, Promo)
- The Rub (I Never Rock) (12")
- The Rub (I Never Rock) (12", Promo)
- Amnesia Ibiza: The Best Global Club (2xCD + DVD)
- Club Kaos 05 (CD, Comp)
- Let's Work (12")
- Let's Work / Strings Of Tortuga (12")
- Rise! (12")
- Cr2 Presents Live & Direct - Ibiza 2008: Limited Edition Sampler - Day
- Cr2 Presents Live & Direct: Ibiza 2008 - Unmixed DJ Format (2xCD, Comp)